# Museu Oceanográfico do Instituto Oceanográfico da Universidade de São Paulo
O Museu Oceanográfico do Instituto Oceanográfico da Universidade de São Paulo foi fundado em outubro de 1988, localizado na Praça do Oceanográfico na Cidade Universitária, com o objetivo de difundir a Ciência Oceanográfica e as pesquisas realizadas pelo Instituto Oceanográfico (IOUSP), além de promover atividades culturais em benefício a sociedade. O museu mantém exposições permanentes com um acervo dividido em módulos que evidenciam a dinâmica, a estrutura e a biodiversidade dos oceanos bem como aspectos da ciência oceanografia. Possui o intuito de ser uma instituição de referência na transmissão do conhecimento sobre os oceanos e também na contribuição para respostas aos problemas de ordem local e global, relacionados ao clima e exploração sustentada dos ecossistemas marinhos. Docentes do Instituto participam ativamente do encaminhamento de questões com aplicação imediata à preservação e conservação do meio ambiente marinho, quando solicitados por empresas, órgãos públicos e privados. O Museu Oceanográfico recebe cerca de 25 mil visitantes anuais. 
Há disponível no Museu diversos instrumentos oceanográficos utilizados na obtenção de dados e coleta de água, sedimentos e organismos marinhos. O Museu aborda temas sobre oceanografia e áreas correlatas como: a importância dos oceanos, correntes marinhas, marés, composição química da água do mar, organismos marinhos, manguezal, oceanografia por satélite e poluição marinha. Há exposições com acervos amostras sobre a Antártica "Expo Antártica" e a exposição "Prof. Wladir Besnard". Aquários também são utilizados para representar alguns ecossistemas marinhos (Costão Rochoso, Manguezal e Recife de Coral) e suas biodiversidades. 

## História

### Instituto e o Museu

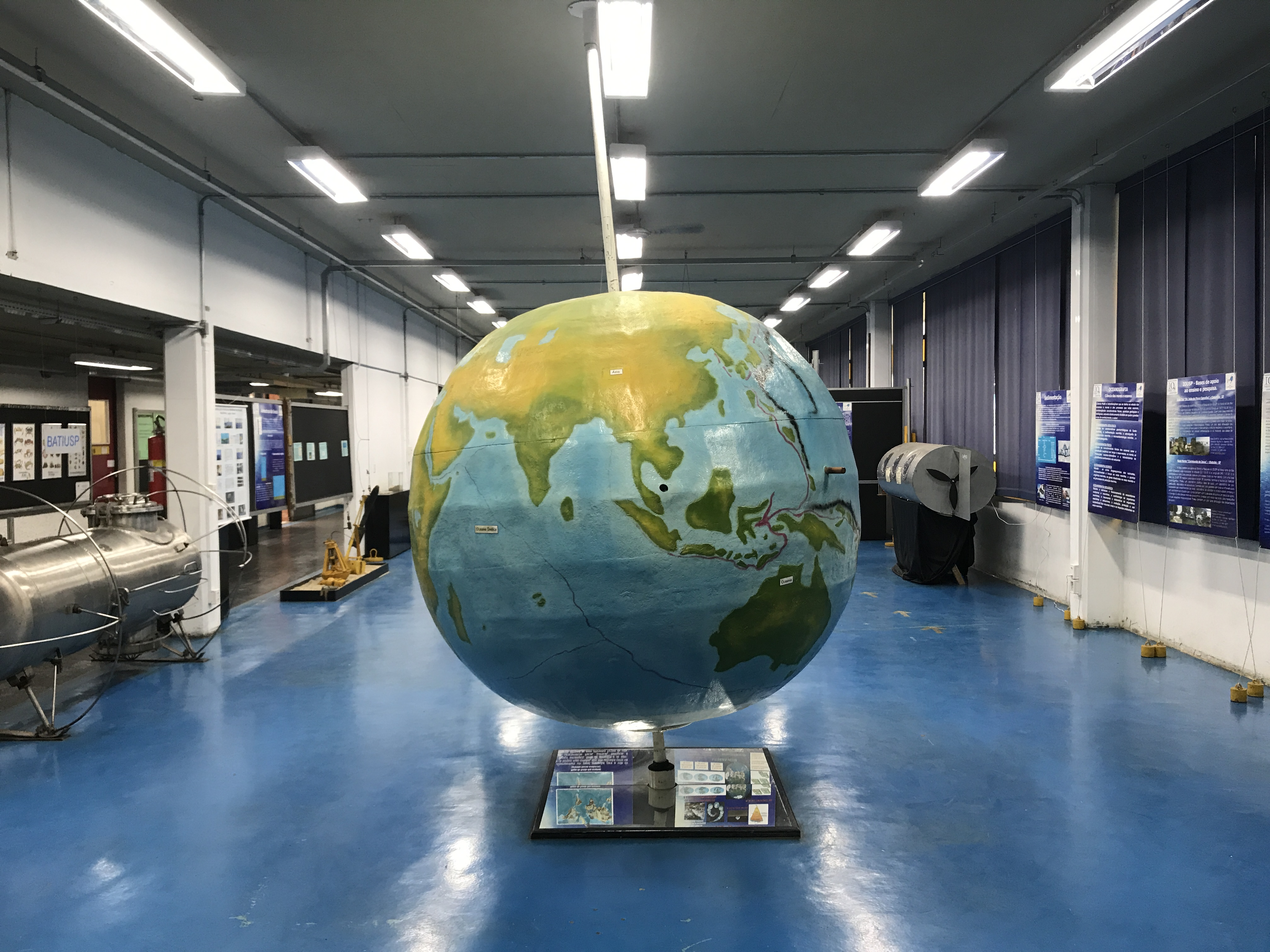
Sala principal do Museu Oceanográfico da Universidade de São Paulo.

O Instituto Oceanográfico da Universidade de São Paulo (IOUSP) foi fundado em 1946, como Instituto Paulista de Oceanografia. Em 1951, mudou para seu nome atual quando foi incorporado à USP. Na época de fundação, os objetivos de seus idealizadores (Wladimir Besnard, Ingvar Emilsson e Marta Vannucci) apontavam para a necessidade de uma instituição que fornecesse bases científicas à pesca e, numa concepção mais ampla, à exploração de todos os recursos disponíveis ao longo do litoral paulista. O estudo do IOUSP visa contribuir para a produção historiográfica sobre os institutos de pesquisa no Brasil, que desempenharam um papel importante na produção científica brasileira, e ressaltar sua importância para o processo de institucionalização das ciências oceanográficas em território brasileiro. 
Em outubro de 1988, o Museu Oceanografico do IOUSP foi aberto ao público, fruto de uma Comissão Implantadora do Museu e Aquário, criada em setembro de 1986. Em 1992, o "Museu e Aquário do Instituto Oceanográfico", passou a assumir a identidade atual de "Museu Oceanográfico do Instituto Oceanográfico da USP", mantendo o objetivo inicial de dar apoio às atividades de ensino, pesquisa e extensão de serviços à comunidade, tornando o Instituto Oceanográfico da USP mais acessível ao público em geral.  Também possui a finalidade de dar suporte às atividades de primeiro e segundo graus da rede de ensino, bem como à pesquisa e à extensão. Para tanto, o Museu mantém, entre outros, um serviço de empréstimo de material biológico, a alunos e professores. 
O IOUSP foi transformado em Unidade Universitária em 1972 e, a partir de 1973, passou a oferecer cursos de Pós-Graduação em nível de Mestrado nas áreas de Oceanografia Biológica e Oceanografia Física. Atualmente, o Instituto é constituído por quatro departamentos, Oceanografia Biológica e Oceanografia Física, Química e Geológica. Conta com 34 docentes e cerca de 150 servidores não-docentes.
O Bacharelado em Oceanografia foi criado em 2001 tendo, em 2002, recebido a primeira turma de alunos ingressantes. O curso de graduação insere-se na área de Ciências da Terra sendo, porém, fortemente multidisciplinar. Os alunos recebem ampla formação em Matemática, Cálculo Diferencial e Integral, Biologia, Química, Física e Geologia. O estudo dos processos marinhos integra essas diversas ciências básicas, tanto sob o ponto de vista teórico quanto experimental. 

## Acervo
Podem ser encontrados no museu vários instrumentos oceanográficos, utilizados na obtenção de dados e coleta da água, sedimento e organismos marinhos, como por exemplo:
- Pegador "Van Veen": utilizado para a coleta dos sedimentos e de sua fauna associada;

- Garrafas de Nansen: coleta amostras de água para análises químicas, físicas e biológicas;
- Perfilador CTD: obtenção instantânea de dados sobre a condutividade e temperatura da água;
- Correntógrafo:  faz a medição da intensidade e da direção das correntes oceânicas;
- Batitermógrafo: equipamento mecânico para obtenção do perfil de temperatura da água;

- Marégrafos: mede a variação da superfície do mar devido à ação das marés.

O serviço do Museu também apresenta uma mostra de equipamentos utilizados em expedições oceanográficas, e princípios da Ciência Oceanográfica que está dividida em Oceanografia Geológica; Oceanografia Física; Oceanografia Química e Oceanografia Biológica. Tem um interessante “acervo vivo” que ilustra a informação apresentada.

### BATIUSP

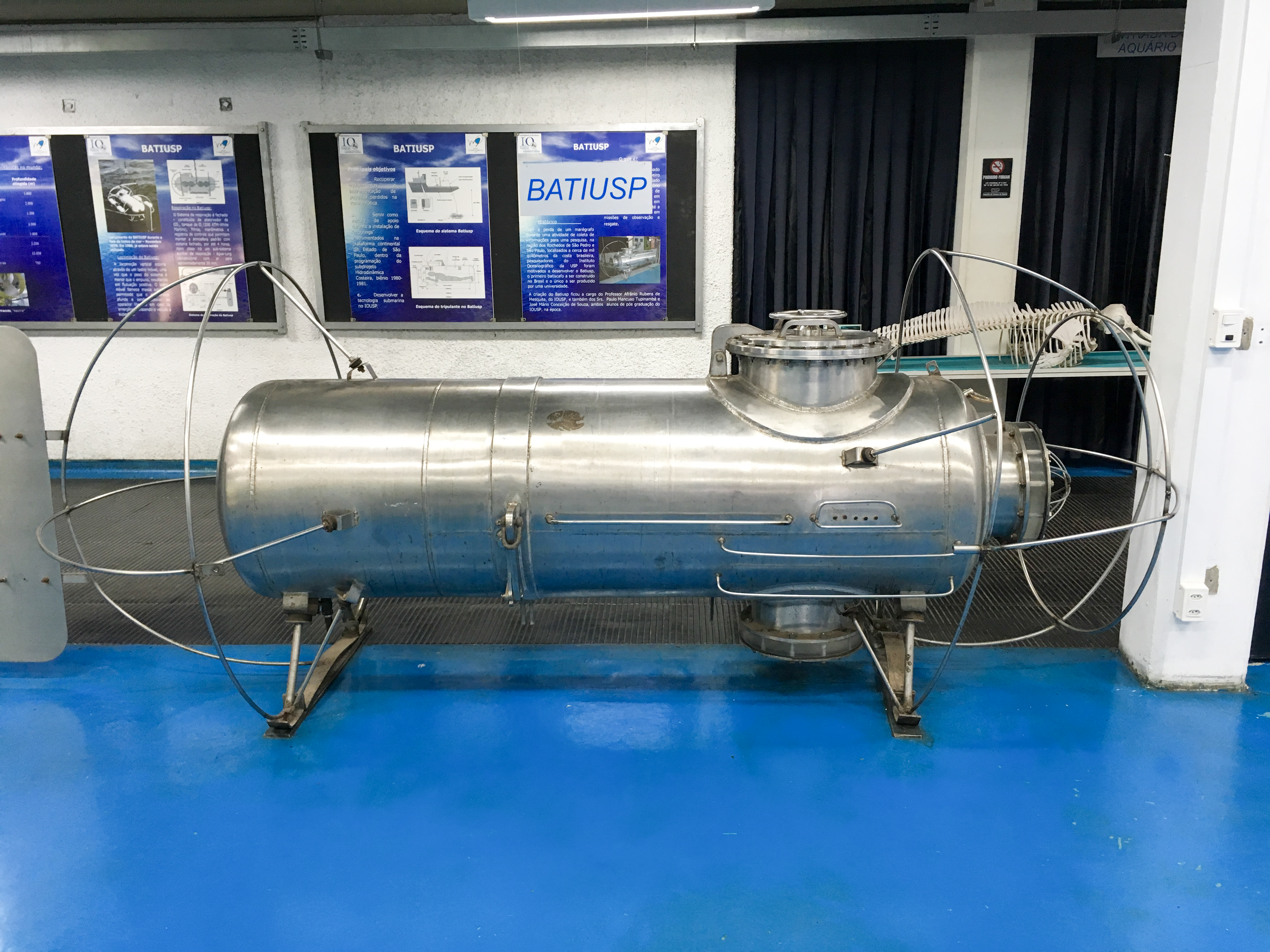
BATIUSP em exposição no Museu Oceanográfico da Universidade de São Paulo.

O batiscafo da Universidade de São Paulo "BATIUSP", foi desenvolvido pelos físicos Paulo Mancuso Tupinambá e José Mário Conceição de Souza, e foi construído pela Indústria Paulista, pelo Instituto de Pesquisas Tecnológicas, Instituto Oceanográfico da USP, e a Politécnica da USP, sendo financiado pela Financiadora de Estudos e Projetos (FINEP) e pelo BANESPA, visando o desenvolvimento de tecnologias subaquáticas. Sua primeira imersão ocorreu próximo à Ilha de Alcatrazes, litoral norte de São Paulo. Atualmente faz parte do acervo do Museu Oceanográfico do IOUSP.  Sua origem se deu por um acidente, no instante da recuperação de marégrafos (aparelhos que, colocados sob bóias localizadas na superfície, mediam o nível do mar) que se desprenderam das bóias e caíram no fundo do mar, há aproximadamente 100 metros da superfície. Essa foi a motivação inicial para a criação do batiscafo (BATIUSP), que é capaz de conservar a pressão adequada e condições de vida, ligada a um navio por um cabo eletromecânico - que garantia a comunicação telefônica com a USP - e pôde resgatar os marégrafos, já que a área tinha uma grande quantidade de tubarões.. A Petrobrás foi quem melhor aproveitou esse conhecimento, que era até então exclusivo dos países desenvolvidos. O BATIUSP foi o primeiro submersível construído em um país emergente e o único desenvolvido por uma universidade.

### Aquários
Diversos organismos marinhos encontram-se expostos no museu através de aquários, que reproduzem setores do ecossistema marinho, mostrando diferentes aspectos da estrutura física e dos organismos que os compõem. Há aquários marinhos de pequeno e médio porte que são utilizados para a apresentação, expondo ao visitante um pouco da biodiversidade marinha e do modo de vida de alguns de seus seres vivos. Além disso, podem ser observadas as diferentes formas de locomoção, modos de vida e as relações entre as espécies.  

### Esqueletos

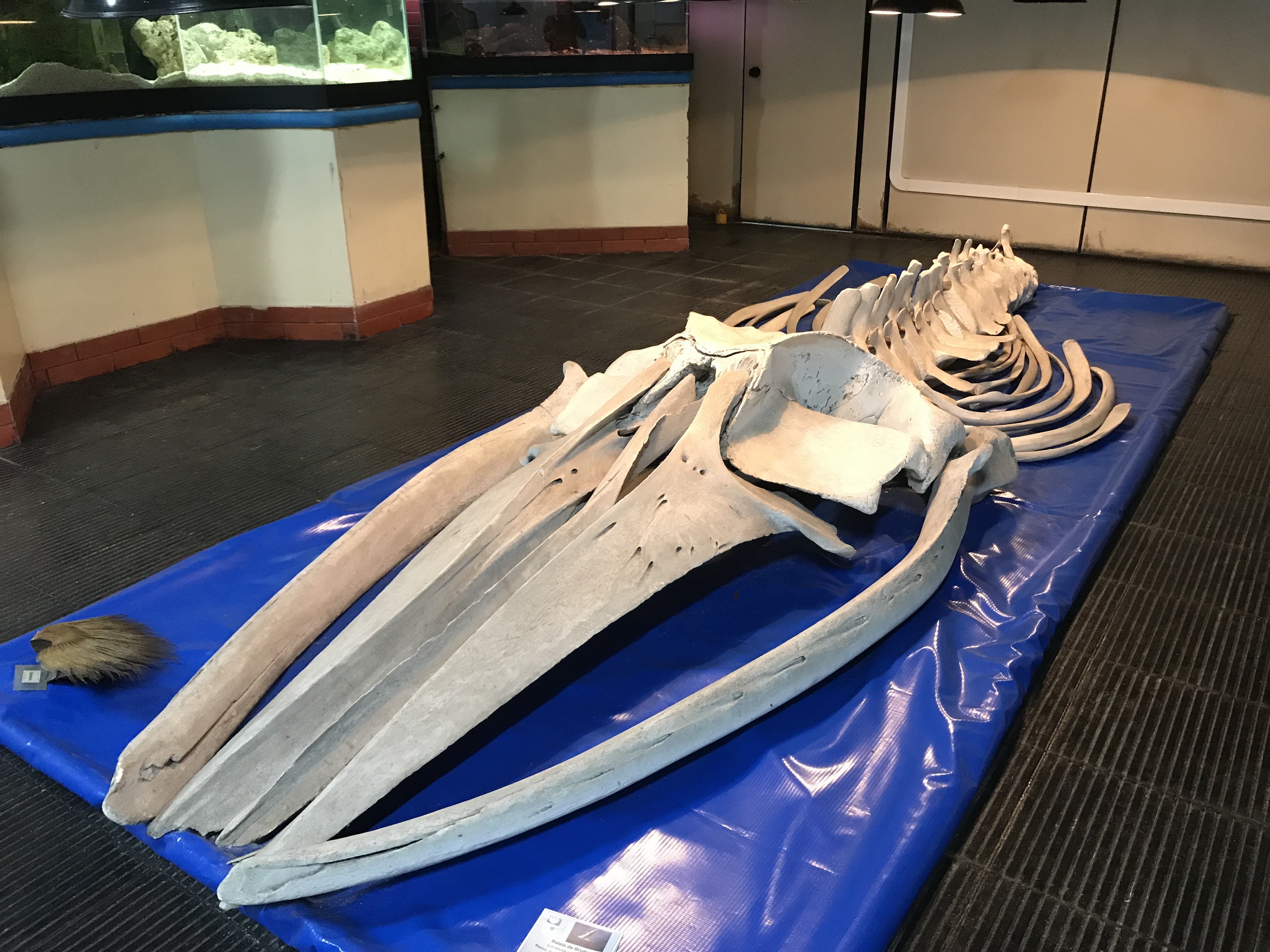
Esqueleto da baleia de Bryde em exposição no Museu Oceanográfico da Universidade de São Paulo.

O Museu possui um esqueleto da Baleia de Bryde, Balenoptera edeni (comprimento médio de 15,5m e peso a cerca de 18ton), de 1972, encontrada na barra do rio Folha Larga, na região de Iguape, litoral sul de São Paulo e também um esqueleto de golfinho (representante da espécie Delphinus capensis), em que seu comprimento original era de 12,37 metros. Foi encontrado em 1987, em Ilha Comprida, litoral sul de São Paulo. Além disso, há exposto um pinguim conservado em formol e álcool capturado na Antártica.

### Painéis
Disposto no interior do Museu, é possível visualizar uma série de painéis com informações sobre oceanografia e seus diferentes temas, tais como: Ambiente Marinho, Formação da Terra, Oceanografia por Satélite, Poluição Marinha, Manguezais - Ecossistemas Entre a Terra e o Mar, Correntes e Circulação Oceânica, Importância dos Oceanos, Marés, Composição Química da Água Marinha, Organismos Marinhos e Gases Dissolvidos na Água do Mar. 

### Expo-Antártica

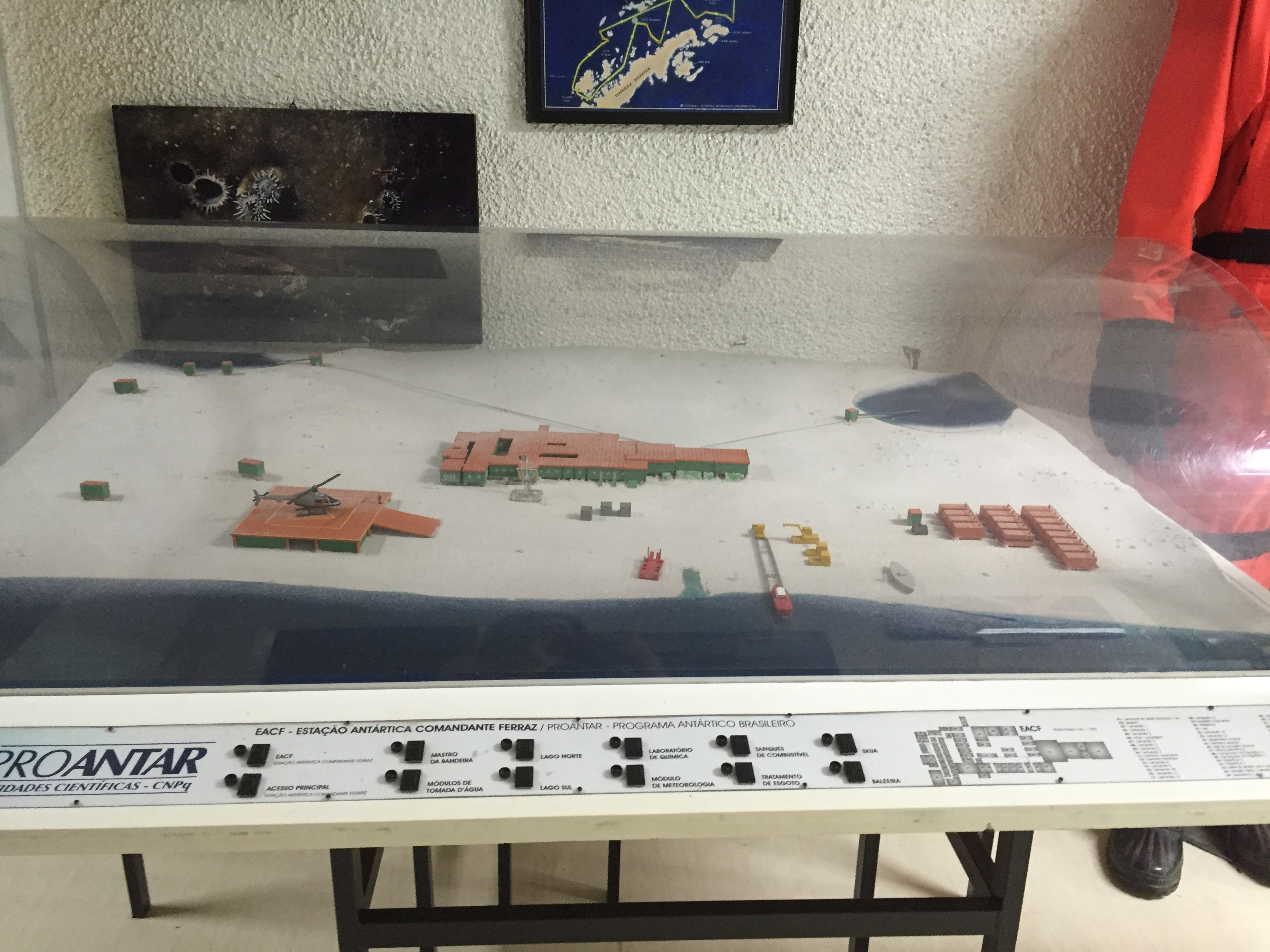
Maquete da Expo-Antártica no Museu Oceanográfico da Universidade de São Paulo.

São mostradas as expedições científicas realizadas pelo Instituto Oceanográfico na Antártica, como parte do Programa Nacional PROANTAR, em painéis fotográficos. Há também uma representação da sede do instituto de pesquisa na Antártica em forma de maquete. Possui também um pinguim preservado com formol e a roupa utilizada na Antártica

### Ciência numa Esfera

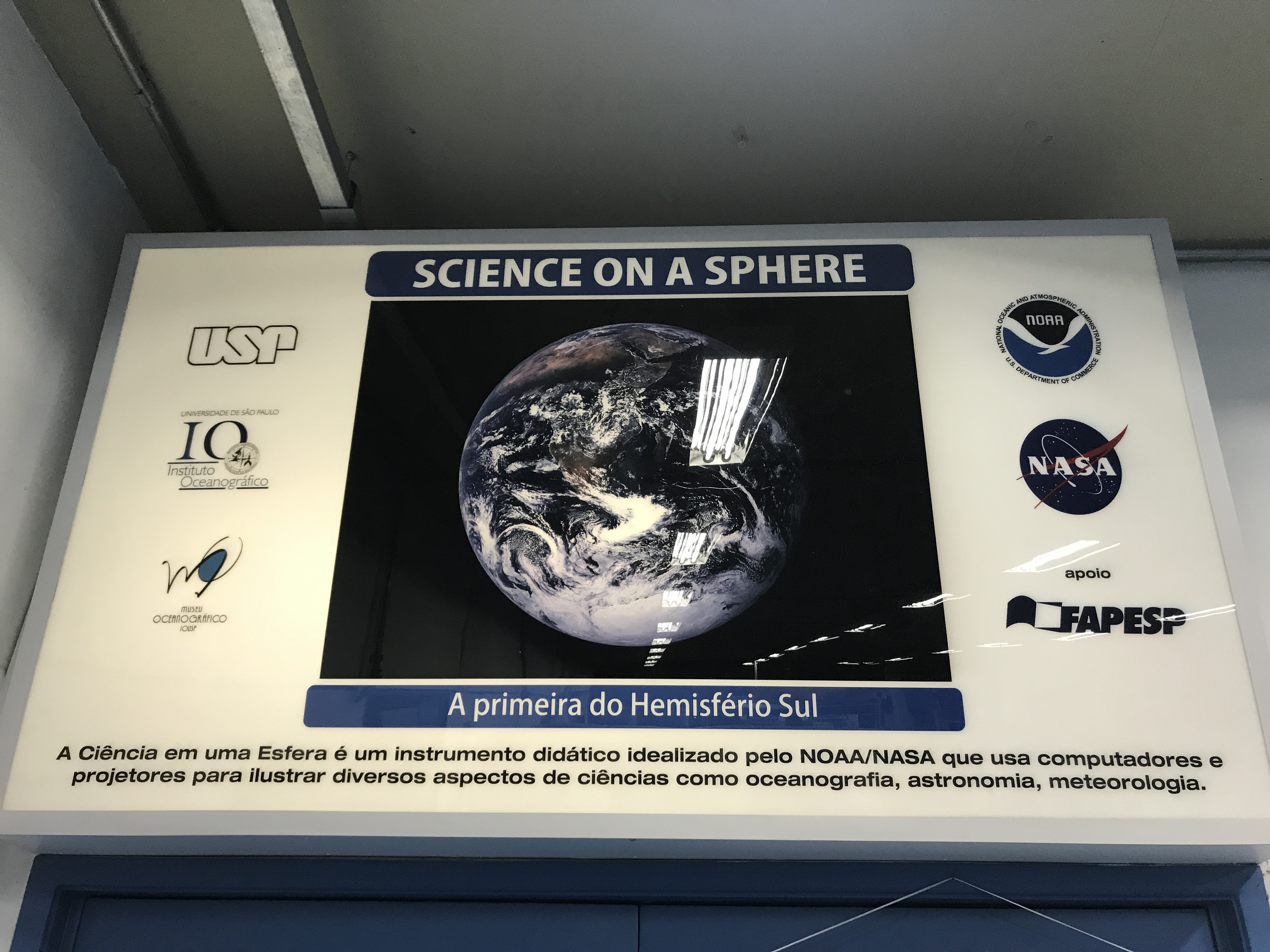
Projeto "Ciência numa Esfera" patenteado pela NOAA (Núcleo de Ciências Atmosféricas e Oceânicas dos Estados Unidos) e pela Agência Espacial Americana (NASA) no Museu Oceanográfico da Universidade de São Paulo.

A Esfera ou "Ciência numa esfera" é uma esfera de grande proporção que representa o planeta Terra (localizada em uma sala separada dentro do Museu). Foi a primeira a ser instalada no Hemisfério Sul. Trata-se, na verdade, de um sistema de projeção de imagens obtidas por quatro projetores, sincronizados digitalmente. É uma ferramenta educacional destinada a ilustrar a Terra e seus diferentes fenômenos para públicos de todas as idades. Instalada no centro do auditório do museu, a esfera reproduz, através de vídeos: fenômenos oceanográficos, atmosféricos, geológicos e ecológicos. O espectador tem a sensação de estar observando o planeta a partir do espaço. O sistema é patenteado pela NOAA (Núcleo de Ciências Atmosféricas e Oceânicas dos Estados Unidos) e pela Agência Espacial Americana (NASA). A S.O.S. ou simplesmente a Esfera é feita de policarbonato e tem aproximadamente 1,70 de diâmetro, que consiste em um globo de policarbonato, que recebe imagens a partir de quatro projetores sincronizados por um computador. 

## Visita
O museu, localizado na Cidade Universitária, é aberto ao público em geral com visitas gratuitas, podendo ser explorado sem mesmo um instrutor ou monitor por contar com painéis explicativos e fácil interpretação das exposições artísticas, históricas e científicas. Mas, também pode ser agendada uma visita monitorada ao museu ligando para o local. 